# Тетраселенид тримолибдена
Тетраселенид тримолибдена — бинарное неорганическое соединение
молибдена и селена с формулой Mo3Se4,
кристаллы.

## Получение
- Сплавление стехиометрических количеств чистых веществ:

{\displaystyle {\mathsf {3Mo+4Se\ {\xrightarrow {1400^{o}C}}\ Mo_{3}Se_{4}}}}

## Физические свойства
Тетраселенид тримолибдена образует кристаллы
моноклинной сингонии,
параметры ячейки a = 0,4632 нм, b = 0,4762 нм, c = 0,6649 нм, β = 92,56°.